# 아그니 6
아그니 6(Agni-VI)은 인도의 지상발사형 ICBM이다.

## 역사
아그니 6호의 설계는 완료되었다. 실물을 제작중이다. 아그니 6호는 무게 70톤, 길이 40 m, 4단 고체로켓인 지상발사형 ICBM이며, MIRV 또는 MaRV를 탑재할 것이다. 2017년 최초발사할 계획이다.

## 같이 보기
- 인도의 대량살상무기
- 핵무기 목록
- 핵무기 보유국